# Boarmia isabellae
Boarmia isabellae là một loài bướm đêm trong họ Geometridae.